# Renato Campanini
Renato Campanini (Pieve di Cento, 16 dicembre 1938 – Pieve di Cento, 31 dicembre 2020) è stato un calciatore italiano, di ruolo attaccante.
È il miglior realizzatore di sempre della storia dell'Ascoli, nonché vincitore in quattro occasioni della classifica cannonieri di Serie C.

## Carriera
Ha militato principalmente nel Cosenza e nell'Ascoli. È stato il capitano dell'Ascoli di Costantino Rozzi e Carlo Mazzone durante la prima promozione in Serie A della squadra marchigiana e anche l'anno seguente nella massima serie.
Ambidestro, 1,78 per 72 chilogrammi, estremamente scuro di carnagione nonostante fosse emiliano doc (detto per questo "Il Moro"), Campanini diventò ad Ascoli Piceno la "Faina" o la "Faccia da gol", e "La Volpe" a Cosenza. Fece coppia prima con il ferrarese Giuliano Bertarelli e poi con Massimo Silva, laureandosi capocannoniere nel campionato di Serie C 1971-1972 con 23 reti. Sua è stata la prima rete in assoluto dell'Ascoli in Serie A contro il Napoli, il 6 ottobre 1974, al San Paolo (1-3). Erano 74 i gol realizzati tra il 1969 e il 1975, quando chiuse l'attività agonistica ormai vicino ai 37 anni con una partita d'addio al Del Duca contro l'Inter al termine del primo campionato dei bianconeri in Serie A, finito 4-2 per i bianconeri, con due reti di Campanini e tunnel su Sandro Mazzola.

Campanini in azione con la maglia ascolana in una trasferta al Santa Giuliana di Perugia

Campanini aveva esordito in massima divisione a diciannove anni, con la SPAL di Paolo Mazza — che lo aveva scoperto nei campetti ai confini tra la provincia di Ferrara e quella di Bologna —, nello 0-3 contro il Padova del 22 dicembre 1957. Con i biancazzurri aveva collezionato 5 presenze e due gol nel campionato 1957-1958, ma poi giocò solo altre tre partite in Serie A con i biancoscudati di Nereo Rocco, nel torneo 1960-1961, prima di ritrovare il palcoscenico più alto con l'Ascoli di Mazzone nell'estate del 1974, a trentacinque anni. La soddisfazione di calcare nuovamente i campi della massima serie arriva dopo tanta gavetta svolta nei campionati di Serie B, con le maglie di Sambenedettese, Prato e Cosenza, e di Serie C.
Mette a segno 97 gol tra il novembre 1960 e il giugno 1969, ai quali vanno aggiunti i diciotto realizzati nel campionato di Serie C 1959-1960 con la Mestrina, squadra a cui il presidente spallino Mazza l'aveva girato in prestito in sostituzione del suo coetaneo ed ex compagno a Ferrara, Morelli. Queste reti gli permisero di segnalarsi come uno degli attaccanti più prolifici della storia del calcio italiano nelle tre divisioni maggiori: ben 193 gol complessivi.
Campanini è stato per molti anni il maggiore cannoniere italiano del dopoguerra nei tre campionati di A-B-C, seguito da Adriano Bassetto con 186 e Giampiero Boniperti con 177; in seguito lo hanno superato i soli Roberto Baggio, Alessandro Del Piero, Francesco Totti, Luca Toni e Antonio Di Natale. Meglio di lui avevano fatto solo due stranieri nei campionati italiani, Gunnar Nordahl con 225 reti e José Altafini con 216 gol. In Serie A ha totalizzato complessivamente 21 presenze e 5 reti.
Muore il 31 dicembre 2020 nella sua città natale all'età di 82 anni.

## Palmarès

### Club
- Campionato italiano Serie C: 1

Ascoli: 1971-1972 (girone B)

### Individuale
- Capocannoniere della Serie C: 4

1959-1960 (girone A), 1965-1966 (girone C), 1968-1969 (girone C), 1971-1972 (girone B)